# Spazio edittale
Lo spazio edittale (o cornice edittale) è il limite massimo e minimo di pena che viene espresso dalla norma penale come sanzione per aver commesso il reato.
Il giudice può, ex art 132.2 C.P., applicare la pena entro i limiti della cornice edittale. La norma recita: "Nell'aumento e diminuzione della pena non si possono oltrepassare i limiti stabiliti per ciascuna specie di pena, salvi i casi espressamente determinati dalla legge."

## Testi normativi
- Codice penale italiano